# 高雄天泉611靈糧堂
天泉611靈糧堂 （Heavenly Spring 611 Bread of Life Christian Church）是一間位於高雄市鼓山區的基督教教會，是香港611靈糧堂在高雄的第一間分會，同時也是美國禾場宣教神學院在台灣的分院，現任主任牧師為康忠義牧師。

## 天泉命名的由來
在加入香港611靈糧堂體系前，該教會原名「天泉教會」，其名稱由來源自新約聖經啟示錄第22章1-2節：
「天使又指示我在城內街道當中，一道生命水的河，明亮如水晶，從神和羔羊的寶座流出來。
在河這邊與那邊有生命樹，結十二樣（或譯：回）果子，每月都結果子；樹上的葉子乃為醫治萬民。」
天泉教會自2019年7月加入香港611靈糧堂體系後，保留原先「天泉」的名稱並更名為「天泉611靈糧堂」，並沿用此名稱至今。

## 歷史
- 2004年：高雄天泉教會於高雄市凹子底成立，最早會堂設置於龍揚庭大廈的地下一樓。
- 2014年7月1日：於高雄市鳳山區設立分堂「百羊天泉教會」（現為天門611靈糧堂）。
- 2015年3月1日：舉行「11週年暨分堂設立聯合感恩禮拜」，增設「世界之光天泉教會」及「生命之光天泉教會」。
- 2016年11月6日：增加週五主日崇拜（現已暫停）。
- 2019年6月23日：與3間分堂共同加入香港611靈糧堂體系。
- 2019年7月1日正式更名為「天泉611靈糧堂」，成為香港611靈糧堂在高雄市的第一間分堂[1]。
- 2022年9月11日：教會的主聚會場所由原先位於中華一路203號4樓的「第二主堂」遷回中華一路125號原址。
- 2022年12月25日：位於中華一路125號的新會堂完工，同時舉行盛大的獻殿禮，台北靈糧堂周神助牧師、611靈糧堂張恩年牧師及武昌教會鄭博仁牧師等多位華語教會牧者皆前來參與。
- 2023年2月：開辦「青年Friday Night」聚會。

## “611”名字由來
張恩年牧師、張陳培南師母於1999-2001經歷聖靈更新，清楚領受神呼召，接受台北靈糧堂差派，於2001年5月回到離開了15年的香港，建立「香港611靈糧堂」，並被神使用於醫治釋放服事。
張恩年牧師，台灣國立政治大學新聞系畢業，曾從事新聞工作，後赴加拿大維真神學院修畢道學碩士，在溫哥華牧會10年，於1999年到美國愛修園聖工靈修學院及Wagner Leadership Institute 進修，成為愛修園聖工靈修學院首位實用教牧學博士。
當張恩年牧師在台北靈糧堂受訓期間，神親自呼召有先知恩賜的董月蘭傳道成為張牧師、師母的第一位同工，前來「香港611靈糧堂」一起開始五重職事的服事團隊。

## “611”起源
2001年2月，張牧師回港尋找地方，作為5月份回港後的聚會地點，找到合適地點後，於回台灣途中，在香港機場等候上機之際，聖靈對張牧師說話，賜下《以賽亞書》61：1「主耶和華的靈在我身上；因為耶和華用膏膏我，叫我傳好信息給謙卑的人，差遣我醫好傷心的人，報告被擄的得釋放，被囚的出監牢。」作為教會異象，並啟示以「611靈糧堂」為教會的名字。
同一天晚上，聖靈第二次說話，叫張牧師查看聚會的地址，作為「611靈糧堂」名字的印證。張牧師才發現聚會的地址是北角堡壘街61號1樓。

## 聚會時間
天泉611靈糧堂目前共有五場不同類型的聚會，各類聚會的名稱及時段分別是：
- 晨禱點燈　　　　 　：週二至週五 07:30-09:00
- 豐盛１２０長者聚會 ：週三 09:30-12:00
- 青年Friday Night　　：週五19:30-21:00
- 主日崇拜　　　　 　：週日08:00-10:00 / 10:00-12:00
- 兒童主日學　　　 　：週日10:00-12:00

## 相關機構
- 禾場宣教神學院（英语：Harvest Bible College）
- 高雄市新天地全人關懷協會

## 分堂
- 屏東天城611靈糧堂：位於屏東縣內埔鄉昭勝路516號。

## 外部連結
- 高雄天泉教會網站
- 高雄天泉教會Facebook
- 高雄天泉教會YouTube

1. ↑  . 611 Bread of Life Christian Church. 2019-06-24  [2019-06-29] （中文（繁體））.
2. 1 2  .